# Eleição municipal de Imperatriz em 2000
A eleição municipal de Imperatriz em 2000 ocorreu em 1 de outubro do mesmo ano, para a eleição de um prefeito, um vice-prefeito e mais 19 vereadores. O prefeito Ildon Marques (PMDB) terminara seu mandato em 1 de janeiro de 2001. Jomar Fernandes (PT) foi eleito prefeito de Imperatriz, e governou a cidade pelo período de 1º de janeiro de 2001 a 31 de dezembro de 2004.

## Candidatos
|  | Nº | Candidato(a) a prefeito | Candidato(a) a prefeito                            | Candidato(a) a vice-prefeito | Candidato(a) a vice-prefeito                  | Coligação |
|  | -- | ----------------------- | -------------------------------------------------- | ---------------------------- | --------------------------------------------- | --- |
|  | 15 |                         | Ildon Marques (PMDB) Ildon Marques de Souza        |                              | Luciano Lobão (PTB) Luciano Lobão             | "Por Imperatriz" - Partido do Movimento Democrático Brasileiro (PMDB) - Partido da Frente Liberal (PFL) - Partido Humanista da Solidariedade (PHS) - Partido Liberal (PL) - Partido da Reconstrução Nacional (PRN) - Partido Social Cristão (PSC) - Partido Social Liberal (PSL) - Partido Trabalhista Brasileiro (PTB) |
|  | 13 |                         | Jomar Fernandes (PT) Jomar Fernandes Pereira Filho |                              | Jessé Cutrim (PSB) Jessé Gonçalves Cutrim     | "É a Vez de Imperatriz" - Partido dos Trabalhadores (PT) - Partido Socialista Brasileiro (PSB) |
|  | 45 |                         | Sebastião Madeira (PSDB) Sebastião Torres Madeira  |                              | Maristeia Noleto (PPB) Maristeia Neves Noleto | "Imperatriz em suas Mãos" - Partido da Social Democracia Brasileira (PSDB) - Partido Comunista do Brasil (PCdoB) - Partido Democrático Trabalhista (PDT) - Partido da Mobilização Nacional (PMN) - Partido Renovador Trabalhista Brasileiro (PRTB) - Partido Progressista Brasileiro (PPB) - Partido Republicano Progressista (PRP) - Partido Popular Socialista (PPS) - Partido Social Democrata Cristão (PSDC) - Partido Social Democrático (PSD) - Partido Trabalhista do Brasil (PTdoB) - Partido Trabalhista Nacional (PTN) - Partido Verde (PV) |

## Resultado da eleição para prefeito
| 1º Turno 1 de outubro de 2000 | 1º Turno 1 de outubro de 2000 | 1º Turno 1 de outubro de 2000 | 1º Turno 1 de outubro de 2000 |
| Candidato(a)                  | Vice                          | Votação                       | Votação                       |
| Candidato(a)                  | Vice                          | Total                         | Porcentagem                   |
| ----------------------------- | ----------------------------- | ----------------------------- | ----------------------------- |
| Jomar Fernandes (PT)          | Jessé Cutrim (PSB)            | 37.715                        | 43,15%                        |
| Ildon Marques (PMDB)          | Luciano Lobão (PTB)           | 31.590                        | 36,15%                        |
| Sebastião Madeira (PSDB)      | Maristeia Noleto (PPB)        | 18.094                        | 20,70%                        |
| Total de votos válidos        | Total de votos válidos        | 87.399                        | 100,00%                       |
| Votos apurados                |                               |                               |                               |
| Votos válidos                 | Votos válidos                 | 87.399                        | 92,52%                        |
| Votos em branco               | Votos em branco               | 1.286                         | 1,36%                         |
| Votos nulos                   | Votos nulos                   | 5.781                         | 6,12%                         |
| Total de votos apurados       | Total de votos apurados       | 94.466                        | 100,00%                       |
| Eleitores                     |                               |                               |                               |
| Comparecimento                | Comparecimento                | 94.466                        | 73,65%                        |
| Abstenções                    | Abstenções                    | 33.797                        | 26,35%                        |
| Total de eleitores            | Total de eleitores            | 128.263                       | 100,00%                       |